# Wojciech Jastrzębiec
Wojciech Jastrzębiec (Łubnice, 1362 – 2 settembre 1436) fu vescovo di Cracovia e di Poznań, oltre a ricoprire incarichi importanti presso la corte del re Ladislao II Jagellone e sua moglie, la regina Edvige.

## Biografia
Nacque da una famiglia nobile.
Il 26 aprile 1399 fu ordinato vescovo di Poznań, rinunciandovi tuttavia più tardi su insistenza del re. Wojciech Jastrzębiec è considerato l'autore di numerose opere religiose. Nello stesso anno, il suo nome risultava legato al miracolo eucaristico di Poznań.
Fu lui a incoronare il nuovo re di Polonia Ladislao III Jagellone nella cerimonia che ebbe luogo nella cattedrale del Wawel il 25 luglio 1434.
Nel 1435, in qualità di primate della Polonia, Wojciech Jastrzębiec rappresentò la Polonia durante le procedure di realizzazione del trattato di Brześć Kujawski concluso con i cavalieri teutonici. Grazie a questa intesa, ebbe fine la guerra polacco-teutonica (1431-1435). L'uomo di chiesa si spense l'anno successivo il 2 settembre: le sue spoglie furono poi trasportate a Beszowa, nell'attuale Distretto di Staszów.